# Rhynchomicropteron ellwoodi
Rhynchomicropteron ellwoodi är en tvåvingeart som beskrevs av Ronald Henry Lambert Disney 1999. Rhynchomicropteron ellwoodi ingår i släktet Rhynchomicropteron och familjen puckelflugor. Inga underarter finns listade i Catalogue of Life.